# Tjerepanovo

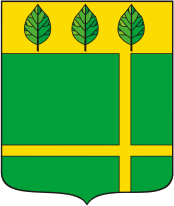
Stadens vapen.

Tjerepanovo (ryska: Черепа́ново) är en stad i Novosibirsk oblast i Ryssland. Den ligger cirka tio mil sydost om Novosibirsk och hade 19 522 invånare i början av 2015. Tjerepanovo grundades 1912 i samband med byggandet av en järnväg mellan Novonikolajevsk och Barnaul. Tjerepanovos station öppnades 1915, och orten fick stadsstatus 1925.